# Криспи Кавоур (Виченца)
Криспи Кавоур је насеље у Италији у округу Виченца, региону Венето.
Према процени из 2011. у насељу је живело 1123 становника. Насеље се налази на надморској висини од 43 м.